# Campeonato nacional de Estados Unidos 1948
Lista de los campeones del Campeonato nacional de Estados Unidos de 1948:

## Senior

### Individuales masculinos
Pancho Gonzales vence a  Eric Sturgess, 6–2, 6–3, 14–12

### Individuales femeninos
Margaret Osborne duPont vence a  Louise Brough Clapp,  4–6, 6–4, 15–13

### Dobles masculinos
Gardnar Mulloy /  Bill Talbert vencen a  Frank Parker /  Ted Schroeder, 1–6, 9–7, 6–3, 3–6, 9–7

### Dobles femeninos
Louise Brough /  Margaret Osborne vencen a  Patricia Todd /  Doris Hart, 6–4, 8–10, 6–1

### Dobles mixto
Louise Brough /  Tom Brown vencen a  Margaret Osborne duPont /  Bill Talbert, 6–4, 6–4
| Predecesor: 1947                         | Campeonato nacional de Estados Unidos 1948 | Sucesor: 1949                         |
| Predecesor: Campeonato de Wimbledon 1948 | Grand Slam 1948                            | Sucesor: Campeonato de Australia 1949 |

- Datos: Q2409969